# مشروع النهضة (بلغاريا)
مشروع النهضة وهي عملية ممنهجة لاحتواء العرق التركي في بلغاريا وصهر الأتراك ضمن المجتمع البلغاري. امتدت هذه العملية ما بين عامي 1984م - 1989م، وشاركت فيها لجنة أمن الدولة آنذاك.

## اقرأ أيضًا
- لجنة أمن الدولة.
- جمهورية بلغاريا الشعبية